# Episodi di Pure
La prima e unica stagione della serie televisiva Pure, composta da 6 episodi, è stata trasmessa nel Regno Unito dal canale Channel 4 dal 30 gennaio 2019 al 27 febbraio 2019.
In Italia è stata resa disponibile su RaiPlay dal 25 novembre 2020.
| n° | Titolo originale | Titolo italiano        | Prima TV UK      | Prima TV Italia  |
| -- | ---------------- | ---------------------- | ---------------- | ---------------- |
| 1  | Episode 1        | Fuga nella metropoli   | 30 gennaio 2019  | 25 novembre 2020 |
| 2  | Episode 2        | Terapia di gruppo      | 6 febbraio 2019  | 25 novembre 2020 |
| 3  | Episode 3        | Fallimenti             | 13 febbraio 2019 | 25 novembre 2020 |
| 4  | Episode 4        | Solo amici             | 20 febbraio 2019 | 25 novembre 2020 |
| 5  | Episode 5        | Una serata particolare | 27 febbraio 2019 | 25 novembre 2020 |
| 6  | Episode 6        | Festa di compleanno    | 27 febbraio 2019 | 25 novembre 2020 |